# Anguilla col vino
L'anguilla col vino è un piatto tradizionale della cucina viareggina, a base di anguilla. 
Pellegrino Artusi nel suo La scienza in cucina e l'arte di mangiar bene del 1891 riporta questa preparazione (Ricetta 494) come appresa a Viareggio.

## Preparazione
Preparare un soffritto di aglio, peperoncino, salvia e scorza di limone. Aggiungere l'anguilla tagliata a rondelle, sale e pepe. 
Quando l'anguilla ha preso colore da tutti i lati, aggiungere conserva di pomodoro, vino rosso (o bianco secco) e acqua, e terminare la cottura a fuoco lento.